# The Santa Clause 2
The Santa Clause 2 (Santa Claus 2 en España, y Santa Cláusula 2: La Navidad corre en peligro en Hispanoamérica) es una secuela de la cinta del mismo nombre que protagonizara Tim Allen en 2002.

## Historia
Ocho años después de los eventos de la primera película, Scott Calvin se ha vuelto un gran Papá Noel en el Polo Norte, hasta que los elfos Bernard y Curtis le informan que hay otra cláusula que debe cumplir: Scott debe casarse antes de la próxima Nochebuena o dejará de ser Papá Noel para siempre. Al mismo tiempo, Scott recibe noticias aún más inquietantes: el hijo de Scott, Charlie, está en la lista de traviesos por su comportamientos de vandalismo. Scott debe volver a su hogar para buscar una esposa y ayudar a Charlie. Para cubrir su ausencia prolongada, Curtis ayuda a Scott a crear un clon animatrónico de Santa. Bernard le sigue el juego a regañadientes.
Debido a la inminente terminación de su contrato, Scott se somete a un "proceso de desantificación" que gradualmente lo convierte en Scott Calvin. Tiene una cantidad limitada de magia para ayudarlo. Scott vuelve a casa con su exesposa Laura, su hijastra Lucy de seis años y Charlie. Él y Charlie se enfrentan a la ira de la directora de la escuela, Carol Newman, que castiga a al niño por pintar los casilleros.
En el Polo Norte, el Santa falso sigue las reglas demasiado literalmente y comienza a pensar que todo el mundo es travieso debido a sus pequeños errores. Como resultado, se apodera del Polo Norte usando soldados de juguete gigantes y revela su plan a los elfos para regalar trozos de carbón al mundo. Bernard expone al robot como un fraude y éste lo pone bajo arresto domiciliario.
Tras algunas citas fallidas, Scott se enamora de Carol. Él la acompaña en un trineo tirado por caballos a una fiesta de Navidad. Ella confiesa que solía creer en Santa cuando era niña, hasta que sus padres la obligaron a dejar de hacerlo después de pelear con niños que le dijeron que Santa no era real. Usando su magia navideña, Scott anima la fiesta, dándole a todo el mundo los regalos de sus sueños de la infancia. Él le hace una presentación especial a Carol y, con su último remanente de magia, la conquista y se besan bajo el muérdago. Sin embargo, cuando Scott intenta explicarle que él es Santa, ella cree que se está burlando de su infancia y lo echa. Más tarde, Charlie le confiesa a Scott lo difícil que es para él que Scott nunca esté presente, y le revela la presión a la que está sometido para ocultar el hecho de que su padre es Santa. Lucy logra convencer a Charlie de que no se enoje con su padre, lo que lleva a Charlie a convencer a Carol de que Scott es Santa mostrándole la bola de nieve mágica que recibió durante la transformación inicial de Scott.
Curtis vuela para contarle a Scott sobre el plan del Santa falso. Sin embargo, Scott agotó lo último de su magia cortejando a Carol y no puede volver al Polo Norte. Con la ayuda del Hada de los Dientes, logran regresar, solo para que el Santa falso los encuentre y los amordace. Charlie y Carol convocan al Hada de los Dientes y ésta los lleva al Polo Norte, donde liberan a Scott y Curtis. El Santa falso se va en el trineo, así que Scott monta a Chet, un reno bullicioso en entrenamiento, y ambos vuelan al pueblo. Con un ejército de elfos, Carol, Bernard, Charlie y Curtis acaban en una guerra de bolas de nieve para derrotar a los soldados de juguete. El Santa falso es derrotado y Scott se casa con Carol. Él vuelve a transformarse en Santa, Carol se vuelve la Sra. Claus y la Navidad sigue en pie. Scott y Charlie le revelan la verdad a Lucy acerca de que Scott es Santa Claus y ella promete guardar el secreto.

## Reparto
- Tim Allen interpreta a Santa Clause/Scott Calvin/Toy Santa.
- Elizabeth Mitchell interpreta a Carol Newman.
- David Krumholtz 	interpreta a Bernard.
- Eric Lloyd interpreta a Charlie Calvin.
- Judge Reinhold  interpreta a Dr. Neil Miller.
- Wendy Crewson  interpreta a Laura Miller.
- Spencer Breslin	interpreta a Curtis.
- Liliana Mumy  interpreta a Lucy Miller.
- Danielle Woodman  interpreta a Abby.
- Art LaFleur  interpreta a El Hada de los dientes.
- Aisha Tyler  interpreta a Madre Naturaleza.
- Kevin Pollak  interpreta a Cupido.
- Jay Thomas  interpreta a El conejo de la suerte.
- Michael Dorn  interpreta a Sandman.
- Christopher Attadia  interpreta a Elfo ingeniero.

## Producción
Fue filmado en las ciudades canadienses de Vancouver y Calgary. Todos los principales actores de la primera película repiten sus papeles, a excepción de Peter Boyle, quien regresa interpretando a un personaje secundario diferente

## Recepción

### Crítica
The Santa Clause 2 recibió críticas mixtas de los críticos, ganando una calificación de 54% de "podrido" en la evaluación crítica de Rotten Tomatoes, a diferencia del 80% donde se "certificada fresca" la primera película. El sitio consenso que "A pesar de que es el entretenimiento como inofensivos para la familia y tiene momentos de encanto, The Santa Clause 2 también es 'predecible' y 'fácil de olvidar' ".

### Taquilla
Según Box Office Mojo, la película costó alrededor de $65 millones en su rodaje, y ganó cerca de $ 139 millones (solo entre EE. UU. y Canadá) en taquilla.